# Pierpaolo Donati
Pierpaolo Donati (Budrio, 30 settembre 1946) è un sociologo e filosofo italiano.
Nei suoi scritti occupano una posizione centrale le tematiche epistemologiche inerenti alla rifondazione delle scienze sociali reinterpretate alla luce della "svolta relazionale" della filosofia e sociologia moderna. Su tali basi, vengono svolte l'analisi delle forme di cittadinanza, dei fenomeni associativi di società civile e delle politiche di welfare state nelle società altamente differenziate; l'analisi del ruolo delle istituzioni sociali che emergono dai processi di morfogenesi sociale, in particolare nelle sfere di terzo settore; l'apertura di una nuova prospettiva negli studi sul capitale sociale e sui processi di riflessività in rapporto alla legittimazione di nuove forme di democrazia deliberativa.
L'elaborazione di una ‘sociologia relazionale’ è andata di pari passo con la fondazione filosofica di un nuovo e più generale ‘paradigma relazionale’ nelle scienze sociali, che si pone come superamento della contrapposizione fra realismo e costruttivismo, fra individualismo metodologico e olismo metodologico. Questa prospettiva ha portato alla elaborazione di nuovi concetti come quelli di ragione relazionale e beni relazionali, come soluzioni rispettivamente dei problemi inerenti al multiculturalismo e alla mercificazione del welfare nelle società tardo-moderne.
L'etichetta "sociologia relazionale" viene usata, oltre che da Donati, da vari studiosi. Per esempio, Mustafa Emirbayer (1997) ha scritto un ‘Manifesto di sociologia relazionale’ elaborato in maniera del tutto indipendente rispetto al lavoro del sociologo italiano. Anche il sociologo inglese Nick Crossley (2011) ha usato la medesima etichetta. Alcuni studiosi assimilano la sociologia relazionale alla network analysis (Crossley 2011, Mische 2011), altri tracciano delle differenze fra questi due modi di intendere l'analisi della società (Donati 2011; Terenzi 2012; Tronca 2013). Indipendentemente dal lavoro di Donati, esistono gruppi e reti di sociologia relazionale in vari Paesi, tra cui il Canada (si veda il sito della Canadian Sociological Association, (EN) , l'Australia (si veda il sito della Australian Sociological Association, (EN) ). In Italia gli studiosi vicini a Donati si riconoscono nel network Relational Studies in Sociology, (EN) ).

## Biografia
Pierpaolo Donati è un sociologo italiano che ha prodotto numerose opere di carattere teorico ed empirico. Ha proposto una teoria generale per l'analisi della società chiamata sociologia relazionale.
Un capitolo autobiografico di Donati è stato inserito nel volume dedicato ad alcuni dei più importanti sociologi viventi (si veda Building a Relational Theory of Society: A Sociological Journey in Sociologists in a Global Age. Biographical Perspectives, (EN)  ed. Mathieu Deflem, Ashgate, Aldershot, 2007, pp. 159–174). Dal 1981 al 2016 è stato Professore ordinario di Sociologia presso la Facoltà di Scienze Politiche dell'Università di Bologna. È stato direttore del CEPOSS (Centro Studi di Politica Sociale e Sociologia Sanitaria), Presidente del Corso di laurea in Sociologia, e Coordinatore del Ph.D. in Sociologia presso il Dipartimento di Sociologia dell'Università di Bologna.
Ha avuto intensi scambi scientifici personali con vari sociologi di fama internazionale, tra cui Jeffrey C. Alexander, Niklas Luhmann, Margaret Archer.
È stato Presidente dell'AIS Associazione Italiana di Sociologia negli anni 1995-1998 e membro del Board dell'International Institute of Sociology (IIS) (EN)  negli anni 2001-2005.
Dal 22 dicembre 1997 è membro della Pontificia Accademia delle Scienze Sociali. È Direttore dell'Osservatorio Nazionale sulla Famiglia. Ha fatto parte del comitato scientifico di Biennale Democrazia. Fondatore e Direttore della Rivista “Sociologia e politiche sociali”, editore FrancoAngeli. Inoltre è stato e/o è: Editorial Adviser della Rivista "International Sociology"  Archiviato il 30 novembre 2009 in Internet Archive. (EN) , ISA Journal, 1985-1996; Membro dell'International Advisory Board della Rivista "Innovation", Vienna, 1988-1996; Membro del Comitato Scientifico della Rivista "Sociologia", Istituto Luigi Sturzo, Roma (dal 1995-); a partire dal 1998; membro del Comitato Scientifico della Rivista “International Review of Sociology-Revue Internationale de Sociologie” (IIS), Università di Roma La Sapienza (dal 2003-); membro del Comitato Scientifico della Rivista “Familia”, Instituto Superior de Ciencias de la Familia, Universidad Pontificia de Salamanca, Spagna (dal 2005).
Ha ricevuto il riconoscimento dell'ONU come membro esperto distinto nel corso dell'Anno Internazionale della Famiglia (1994). Premio Capri San Michele per il libro "Pensiero sociale cristiano e società post-moderna" (Ave, Roma, 1997) (settembre 1997).
Premio San Benedetto per la promozione della Vita e della Famiglia in Europa, IX edizione (Subiaco, 9 maggio 2009). Dottorato honoris causa del Pontificio istituto Giovanni Paolo II per studi su matrimonio e famiglia, Pontificia Università Lateranense (Roma, 13 maggio 2009).
Premio Mario Macchi 2009 conferito dalla Associazione nazionale genitori scuole cattoliche (AGESC) per attività sociali e culturali di rilevante interesse innovativo. Il 15 novembre 2017 Donati ha ricevuto il suo secondo dottorato Honoris Causa dalla Università Internazionale di Catalogna (UIC Barcelona). Con questo riconoscimento Pierpaolo Donati entra a far parte dell'elenco dei dottori onorari dell'UIC Barcelona che comprende anche il dott. Joaquín Navarro-Valls.
Attraverso le sue ricerche, Donati mostra con specifiche indagini empiriche in che modo la società possa essere conosciuta e interpretata come relazione sociale, e non come un semplice prodotto culturale, oppure una mera comunicazione, o ancora una semplice influenza della struttura sociale sull'agire umano (Structure and agency).

## La teoria relazionale della società
La sociologia relazionale (o teoria relazionale della società) viene per la prima volta esplicitata con il volume “Introduzione alla sociologia relazionale” (Franco Angeli, Milano, 1983, seconda edizione 1986). Questa “Introduzione” è nata come una sorta di “Manifesto della sociologia relazionale”, anche se da allora pochi se ne sono accorti.
I punti essenziali di quel Manifesto sono i seguenti:
- La sociologia relazionale consiste nell'osservare che la società, ovvero qualsiasi fenomeno o formazione sociale (la famiglia, una impresa o società commerciale, una associazione, una società nazionale), la società globale, non è né una idea (o una rappresentazione o una realtà mentale) né una cosa materiale (o biologica o fisica in senso lato), ma è una relazione sociale.
- Non è né un “sistema”, più o meno preordinato o sovrastante i singoli fatti o fenomeni, né un prodotto di azioni individuali, ma un altro ordine di realtà: la società è relazione, ossia la società è fatta di relazioni, e precisamente di relazioni sociali, che distinguono la forma e i contenuti di ogni concreta e specifica “società”.
- La relazione sociale deve essere concepita non come una realtà accidentale, secondaria o derivata da altre entità (individui o sistemi), bensì come realtà sui generis. Affermare che “la società è relazione” può sembrare quasi ovvio, ma non lo è affatto ove l'affermazione sia intesa come presupposizione epistemologica generale e quindi si abbia coscienza delle enormi implicazioni che da essa derivano. Tutti i sociologi parlano di relazioni sociali (Karl Marx, Émile Durkheim, Max Weber, Georg Simmel, Talcott Parsons, Niklas Luhmann), ma quasi nessuno ha compiuto l'operazione che viene proposta dalla sociologia relazionale: partire dal presupposto che “all'inizio c'è la relazione”, ossia che ogni realtà sociale emerge da un contesto di relazioni e genera un contesto di relazioni essendo essa stessa ‘relazione sociale’.
- Ciò non significa in alcun modo aderire ad un punto di vista di relativismo culturale, anzi si tratta esattamente del contrario: la sociologia relazionale si fonda su una metafisica relazionale, e dunque su una ontologia delle relazioni che vede nelle relazioni il costitutivo di ogni realtà sociale seconda la loro propria natura (la sociologia relazionale non ha nulla a che fare con il relazionismo filosofico[7].

## Il concetto di relazione sociale
In via generale, per relazione sociale Donati intende la realtà immateriale (che sta nello spazio-tempo) dell'inter-umano, ossia ciò che sta fra i soggetti agenti, e che – come tale – «costituisce» il loro orientarsi e agire reciproco per distinzione da ciò che sta nei singoli attori – individuali o collettivi – considerati come poli o termini della relazione. Questa «realtà fra», fatta insieme di elementi «oggettivi» e «soggettivi», è la sfera in cui vengono definite sia la distanza sia l'integrazione degli individui che stanno in società: dipende da questa realtà (la relazione sociale in cui il soggetto si trova) se, in che forma, misura e qualità l'individuo può distaccarsi o coinvolgersi rispetto agli altri soggetti più o meno prossimi, alle istituzioni e in generale rispetto alle dinamiche della vita sociale.

## Verifiche e applicazioni teoriche
La teoria relazionale della società ha elaborato nuovi concetti che sono stati utilizzati non solo da sociologi, ma anche in altri campi, come il diritto, la legislazione sociale, l'economia. Tra i principali concetti originali elaborati da Donati vi sono i seguenti:
- Il concetto di ‘privato sociale’[8] (1978), che è stato poi applicato in molte leggi dello Stato italiano;
- Il concetto di ‘cittadinanza societaria[9] (1993), che è stato utilizzato dal Consiglio di Stato (Sezione consultiva per gli atti normativi, Adunanza del 25 agosto 2003, N. della Sezione: 1440/2003) in importanti deliberazioni;
- Il concetto di ‘beni relazionali’[10] (1991, 1993) che è stato poi ripreso in campo economico da vari autori come Stefano Zamagni e Luigino Bruni;
- Il concetto di ‘servizi relazionali’[11] (2001), che è stato ripreso nella legislazione regionale e nazionale in Italia, anche in relazione alle buone pratiche nelle politiche familiari analizzate con le ricerche svolte per l'Osservatorio nazionale sulla famiglia;
- Il concetto di ‘lavoro relazionale’[12] e di ‘contratti relazionali’[13] (2001);
- Il concetto di ‘welfare relazionale’[14] (2004) e buone pratiche nei servizi alle famiglie (utilizzato dal Centro studi Erickson);
- Il concetto di ‘differenziazione relazionale’[15] (2005) applicato in particolare alla problematica della conciliazione fra lavoro e famiglia
- Il concetto di ‘ragione relazionale’[16] (2008) come possibile soluzione ai problemi dei conflitti multiculturali;
- Il concetto di capitale sociale come relazione sociale[17] (2003, 2006, 2008) con una ridefinizione degli studi sociologici sul tema del capitale sociale;
- Il concetto di "riflessività relazionale"[18] (2010) per superare il concetto puramente soggettivo di riflessività come mera riflessione interiore[19]. (termine elaborato nel 2009, approfondito nel volume, citato in nota)
- Il concetto di "genoma sociale della famiglia"[20](2013).

## Ulteriori sviluppi
Donati ha affrontato una serie di tematiche di ricerca il cui sviluppo è ancora in corso. Tra queste si ricordano:
- La tematica della sociologia della famiglia: si vedano i volumi La famiglia nella società relazionale FrancoAngeli, Milano, 1994 [21]; Lineamenti di sociologia della famiglia. Un approccio relazionale all'indagine sociologica, Carocci, Roma, 2002[22]; Manuale di sociologia della famiglia, Laterza, Roma-Bari, 1998[23]; (traduzione spagnola: Manual de Sociología de la Familia, Ediciones Universidad de Navarra, Pamplona, 2003) che ha avuto una nuova edizione nel 2006 [24]; i Rapporti Cisf sulla famiglia [25]; per gli aspetti applicativi Sociologia delle politiche familiari, Carocci, Roma, 2003 [26]; è il più recente La famiglia. Il genoma che fa vivere la società, Soveria Mannelli, Rubbettino, 2013[27]
- Un'altra tematica è quella della salute: si veda il volume Manuale di sociologia sanitaria, La Nuova Italia Scientifica, Roma, 1987[28], tradotto in spagnolo nel 1994 Manual de sociologia de la salud, Ediciones Diaz de Santos, Madrid, 1994[29]
- Sui giovani e le generazioni nella società dell'indifferenza etica: Giovani e generazioni. Quando si cresce in una società eticamente neutra, il Mulino, Bologna, 1997 [30]
- Sulla cittadinanza e il welfare: La cittadinanza societaria, Laterza, Roma-Bari, 2000[31]
- Sul welfare state e le politiche sociali: Risposte alla crisi dello Stato sociale, Franco Angeli, Milano, 1985[32]; Lo Stato sociale in Italia: bilanci e prospettive, Mondadori, Milano, 1999[33]
- Sul privato sociale o terzo settore e la società civile: Sociologia del terzo settore, Carocci, Roma, 1996[34]; sulla società civile: La società civile in Italia, Mondadori, Milano; 1997[35]; Generare “il civile”: nuove esperienze nella società italiana, il Mulino, Bologna, 2001[36]; Il privato sociale che emerge: realtà e dilemmi, il Mulino, Bologna, 2004[37]
- Sul lavoro: Il lavoro che emerge, Bollati Boringhieri, Torino, 2000[38]
- I rapporti fra sociologia relazionale e pensiero sociale cristiano: Pensiero sociale cristiano e società post-moderna, Editrice Ave, Roma, 1997[39]; La matrice teologica della società, Rubbettino, Soveria Mannelli, 2010[40]
- Sul capitale sociale: Terzo settore e valorizzazione del capitale sociale in Italia: luoghi e attori, FrancoAngeli, Milano, 2006[41];Capitale sociale delle famiglie e processi di socializzazione. Un confronto fra scuole statali e di privato sociale, FrancoAngeli, Milano, 2006[42].

Attraverso queste opere, la sociologia relazionale ha sviluppato un nuovo quadro teorico e ne ha dimostrato la validità sia sul piano della ricerca empirica, sia sul piano delle applicazioni concrete (in termini di legislazione e di programmi di intervento sociale).
La conoscenza sociologica che la sociologia relazionale intende perseguire non rifiuta a priori nessuna teoria, né vuole “unificare” tutte le teorie sotto un'unica bandiera, ma tutte le prende in considerazione e le valuta per mettere in evidenza quelle verità, anche parziali, che ciascuna di esse contiene. Tuttavia, perché di solito una teoria offre una visione limitata, se non riduttiva della realtà, la sociologia relazionale è in grado di inserire ogni teoria in un quadro concettuale più ampio, nel quale ritrovare le verità parziali ad un livello più elevato, coerente e consistente di conoscenza della realtà sociale.

## Opere principali in lingua italiana
- La relazione con Dio. Quale alterità fra l'umano e il divino?, San Paolo, Cinisello Balsamo, 2025.
- Una cultura che trasforma il mondo. La vita come relazione, Ares, Milano, 2024.
- Alterità. Sul confine fra l'io e l'altro, Città Nuova, Roma, 2023.
- Dopo la pandemia. Rigenerare la società con le relazioni (con G. Maspero), Città Nuova, Roma, 2021.
- Lo sguardo relazionale. Saggio sul punto cieco delle scienze sociali, Meltemi, Roma, 2021.
- Scoprire i beni relazionali. Per generare una nuova socialità, Rubbettino, Soveria Mannelli (CZ), 2019.
- Quale lavoro? L'emergere di un'economia relazionale, Marietti 1820, Torino, 2017.
- L'enigma della relazione, Mimesis, Milano, 2015.
- Sociologia della relazione, il Mulino, Bologna, 2013.
- La famiglia. Il genoma che fa vivere la società, Rubbettino Editore, Soveria Mannelli (CZ), 2013.
- Sociologia relazionale. Come cambiare la società, La Scuola, Brescia, 2013.
- Sociologia della riflessività. Come si entra nel dopo-moderno, Società editrice il Mulino, Bologna, 2011.
- I beni relazionali. Che cosa sono e quali effetti producono (con R. Solci), Bollati Boringhieri, Torino, 2011.
- La politica della famiglia: per un welfare relazionale e sussidiario, Cantagalli, Siena, 2011.
- La matrice teologica della società, Rubbettino Editore, Soveria Mannelli (CZ), 2010.
- Teoria relazionale della società: i concetti di base, FrancoAngeli, Milano, 2009.
- La società dell'umano, Marietti Editore, Genova-Milano, 2009.
- Il capitale sociale degli italiani. Le radici familiari, comunitarie e associative del civismo (con L. Tronca), FrancoAngeli, Milano, 2008.
- Oltre il multiculturalismo. La ragione relazionale per un mondo comune, Laterza, Roma-Bari, 2008.
- Manuale di sociologia della famiglia, Laterza, Roma-Bari, 2006.
- Sociologia delle politiche familiari, Carocci editore, Roma, 2003.
- Il lavoro che emerge. Prospettive del lavoro come relazione sociale in una economia dopo-moderna, Bollati Boringhieri, Torino, 2001.
- La cittadinanza societaria, Laterza, Roma-Bari, 2000.
- Pensiero sociale cristiano e società post-moderna, Ave, Roma, 1997.
- Teoria relazionale della società, FrancoAngeli, Milano, 1991.
- La famiglia come relazione sociale, FrancoAngeli, Milano, 1989.
- La famiglia nella società relazionale. Nuove reti e nuove regole, FrancoAngeli, Milano, 1986.
- Introduzione alla sociologia relazionale, FrancoAngeli, Milano, 1986.
- Risposte alla crisi dello Stato sociale. Le nuove politiche sociali in prospettiva sociologica, FrancoAngeli, Milano, 1984.
- Famiglia e politiche sociali. La morfogenesi familiare in prospettiva sociologica, FrancoAngeli, Milano, 1981.
- Pubblico e privato: fine di una alternativa?, Cappelli Editore, Bologna, 1978.

## Opere principali in lingua straniera
- Transcending modernity with relational thinking, London; New York, Routledge, 2021
- The Relational Subject (EN) P. Donati, M.S. Archer, Cambridge University Press, 2015.
- La Familia como raíz de la sociedad, Bac, Madrid, 2013.
- Relational Sociology. A New Paradigm for the Social Sciences (EN) Routledge, London, 2010
- Pursuing the Common Good: How Solidarity and Subsidiarity Can Work Together, M.S. Archer and P. Donati (eds.), Pontifical Academy of Social Sciences, Vatican Press, Rome, 2008
- Família no século XXI: abordagem relacional, trad. e cura di Giancarlo Petrini, Paulinas, Sao Paulo, Brasil, 2008
- Repensar la sociedad. El enfoque relacional, traduzione e introduzione di Pablo Garcia Ruiz, Ediciones Internacionales Universitarias, Madrid, 2006
- Manual de Sociología de la Familia, Eunsa, Pamplona, 2003
- La ciudadanía societaria, Editorial Universidad de Granada, Granada, 1999
- Manual de sociologia de la salud, Ediciones Diaz de Santos, Madrid, 1994

## Principali articoli e capitoli di libri in lingua straniera
Inglese
- The New Citizenship of the Family, in K. Matthijs (ed.), The Family. Contemporary Perspectives and Challenges, Leuven University Press, Leuven, 1998, pp. 243–261.
- The Challenge of Universalism in a Multicultural Postmodern Society: A Relational Approach, in E. Halas (ed.), Florian Znaniecki's Sociological Theory and the Challenges of 21st Century, Peter Lang, Frankfurt a.M., 2000, pp. 31–47.
- Freedom contro Control in Post-Modern Society: A Relational Approach, in E.K. Scheuch, D. Sciulli (eds.), Societies, Corporations and the Nation State, Brill, Leiden, "The Annals of the International Institute of Sociology", vol. 7, 2000, pp. 47–76.
- Religion and Democracy: The Challenge of a “Religiously Qualified” Public Sphere, in “Polish Sociological Review”, 2 (138), 2002, pp. 147–173.
- Giving and Social Relations: The Culture of Free Giving and its Differentiation Today, in “International Review of Sociology”, vol. 13, n. 2, 2003, pp. 243–272.
- The end of classical liberalism in the lib/lab interplay: what after ?, in E. Banús, A. Llano (eds.), Present and Future of Liberalism, Eunsa, Pamplona, 2004, pp. 169–212.
- Understanding the human person as a relational subject: an ‘after’-modern paradigm for the social sciences (or: the ‘economy’ of the human person lies on her ultimate concerns), in M.A. Glendon (ed.), Conceptualization of the Human Person in Social Sciences, The Pontifical Academy of Social Sciences, Vatican City Press, 2006.
- Building a relational theory of society: a sociological journey, in Mathieu Deflem (ed.), Lessons From Sociology. Global Perspectives on Sociological Careers, De Sitter Publications, Oshawa, Canada, 2006
- The Emergent Third Sector in Europe: Actors, Relations and Social Capital, in H. K. Anheier, G. Rossi, L. Boccacin (eds.), The Social Generative Action of the Third Sector. Comparing International Experiences, Vita e Pensiero, Milano, 2008, pp. 13–47.
- Beyond the dilemmas of multiculturalism: recognition through ‘relational reason’, in “International Review of Sociology”, vol. 19, n. 1, March 2009, pp. 55–82.
- Beyond Multiculturalism: Recognition Through the Relational Reason, in “Polish Sociological Review”, vol. 166, n. 2, 2009, pp. 147–177.
- Modernization and relational reflexivity, in “International Review of Sociology/Revue Internationale de Sociologie”, Vol. 21, No. 1, March 2011, 21-39.

Francese
- La prospective relationelle dans l'intervention de réseau: fondements théoriques, in L. Sanicola (ed.), L'intervention de réseaux, Bayard Editions, Paris, 1994, pp. 61–108.
- Family Associations in Europe: A General Outlook and Typology, in "Associations. Journal for Social and Legal Theory", vol. 1, n. 2, 1997, pp. 235–255.
- La relation comme objet spécifique de la sociologie, in “Revue du Mauss”, La Découvert, n. 24, second semestre 2004, pp. 233–254.

Spagnolo
- Cultura y comunicacion. Una perspectiva relacional, in "Comunicacion y sociedad", vol. VIII, n. 1, 1995, pp. 61–75.
- El desarrollo de las organizaciones del tercer sector en el proceso de modernización y más allá, in "Revista Española de Investigaciones Sociólogicas", n. 79, Julio-Septiembre 1997, pp. 113–141.
- El desafío del universalismo en una sociedad multicultural, in "Revista Internacional de Sociologia", Csis, n. 17, mayo-agosto 1997, pp. 7–39.
- La crisis del Estado y el surgimiento del tercer sector. Hacia una nueva configuración de relaciones, in "Revista Mexicana de Sociologia", vol. 59, n. 4, oct.-dic. 1997, pp. 3–30.
- El desafío del universalismo en una sociedad multicultural postmoderna: un planteamiento relacional, in E. Banús, A. Llano (eds.), Razón práctica y multiculturalismo, Newbook Ediciones, Mutilva Baja (Navarra), 1999, pp. 1–34.
- Ciudadanía lib/lab (‘tercera vía’) versus ciudadanía societaria (civilización): Panópticon estatal versus sociedad de redes, in José Pérez Adán (ed.), Las terceras vías, Ediciones Internacionales Universitarias, Madrid, 2001, pp. 49–82.

Tedesco
- Konzepte und Strategien einer integrierten und synergetischen Sozialpolitik, in A. Evers, Th. Olk (Hrsg.), Wohlfahrtspluralismus, Westdeutscher Verlag, Opladen, 1996, pp. 126–141.
- Welche soziale Inklusion? «Lib/lab'sches Neo-Panopticon» und sozietale Staatsbürgerschaft: zwei verschiedene sozialpolitische Strategien, in "Soziologisches Jahrbuch“, vol. 16, 2002/2003, pp. 392–426.

Polacco
- Praca w epoce globalizacji, in “Spoteczenstwo”, Warszawa, a. XII, n. 47, 2002, pp. 59–92.